# Gujan-Mestras
Gujan-Mestras is een gemeente in het Franse departement Gironde (regio Nouvelle-Aquitaine). De plaats maakt deel uit van het arrondissement Arcachon. Gujan-Mestras telde op 1 januari 2022 22.643 inwoners.

## Geografie
De oppervlakte van Gujan-Mestras bedroeg op 1 januari 2022 53,99 vierkante kilometer; de bevolkingsdichtheid was toen 419,4 inwoners per km².

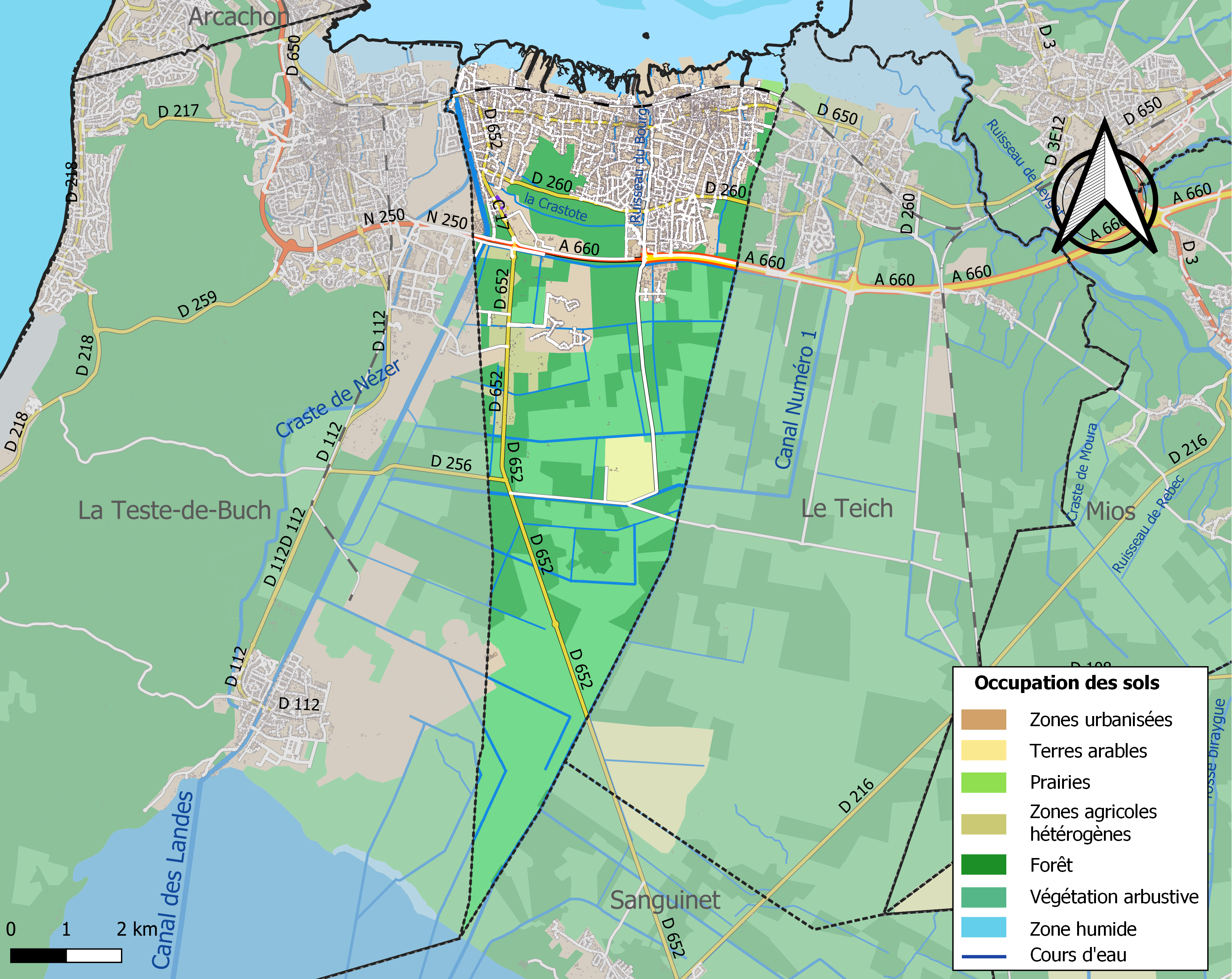
Kaart van de gemeente met belangrijkste infrastructuur, bodemgebruik en omliggende gemeenten

## Verkeer en vervoer
De gemeente heeft twee spoorwegstations: Gujan-Mestras en La Hume.

## Demografie
Onderstaande figuur toont het verloop van het inwonertal (bron: INSEE-tellingen).